# Stenophylax koizumii
Stenophylax koizumii är en nattsländeart som beskrevs av Iwata 1928. Stenophylax koizumii ingår i släktet Stenophylax och familjen husmasknattsländor. Inga underarter finns listade i Catalogue of Life.